# Tomentypnum nitens
Tomentypnum nitens és una espècie de molsa que viu a la tundra. Té una distribució força àmplia. És present a Catalunya, on es troba en perill d'extinció.
Té dues varietats: Tomentypnum nitens falcifolium (Ren. Ex Nich.) Podp. i Tomentypnum nitens nitens (Hedw.) Loeske.